# Hungerspelen
Hungerspelen (originaltitel: The Hunger Games) är en roman från 2008 och första delen i romantrilogin med samma namn av Suzanne Collins. Den är skriven i förstapersonsperspektiv utifrån den 16-åriga Katniss Everdeen, som bor i det dystopiska, postapokalyptiska landet Panem i Nordamerika. Huvudstaden, en mycket avancerad metropolregion, har politisk kontroll över resten av landet. Hungerspelen är en årligen återkommande tävling med deltagare från de samtliga tolv distrikten som finns runt omkring huvudstaden. Deltagare i tävlingen är i åldrarna 12 till 18 och de lottas ut att tävla i en tv-sänd strid på liv och död. 
De återstående böckerna, Fatta eld och Revolt, har också utkommit på svenska i inbundet format från Bonnier Carlsen samt i pocket från Månpocket. Romanen filmatiserades under 2011 och filmen hade världspremiär den 23 mars 2012.

## Handling
Efter ett brutalt krig och en rad naturkatastrofer bildades landet Panem av det som var kvar av Nordamerika. Nationen består av huvudstaden samt tretton distrikt, vart och ett specialiserat på en näring som till exempel fiske, jordbruk eller textilproduktion. Distrikten gjorde uppror mot centralmakten men besegrades, med undantag för distrikt 13 som blev utplånat för att statuera exempel. För att hålla distrikten i schack och påminna om regimens övermakt arrangeras årligen evenemanget "hungerspelen". Till hungerspelen skickas en flicka och en pojke mellan 12 och 18 år från varje distrikt, vilket ger 24 spelare. De släpps in på en arena som kan vara vad som helst från en öken till ett vinterlandskap. Vinnaren är den som överlever genom att undvika de faror som finns i arenan samt döda sina medtävlande. Allt direktsänds dygnet runt så att hela Panem kan följa spelet från sina tv-apparater.
Boken följer Katniss Everdeen, en faderlös flicka från distrikt 12 som håller sin familj vid liv genom att tjuvjaga i skogen utanför. När hennes lillasyster blir uttagen till spelen erbjuder hon sig att ta lillasysterns plats. Till spelen tas också Katniss skolkamrat Peeta Mellark ut.

### Distrikt
Varje distrikt har sin egen försörjning. 
- Distrikt 1 – Lyxartiklar
- Distrikt 2 – Murverk och fredsväktare
- Distrikt 3 – Teknologi
- Distrikt 4 – Fiske
- Distrikt 5 – Elproduktion
- Distrikt 6 – Transport
- Distrikt 7 – Skogsbruk
- Distrikt 8 – Textilproduktion
- Distrikt 9 – Spannmålsprodukter
- Distrikt 10 – Boskap
- Distrikt 11 – Jordbruk
- Distrikt 12 – Kol

## Rollfigurer
- Katniss Everdeen är huvudpersonen i boken. Hon är 16 år[4] och lever i distrikt 12 som sysslar med kolproduktion. Hennes far är död sedan fem år, så hon ägnar sin fritid åt tjuvjakt i skogen utanför distriktet för att försörja sin mor och sin tolvåriga lillasyster.
- Primrose Everdeen, även kallad Prim. Familjen bor i det fattiga området, som kallas för "Sömmen", där distriktets arbetare lever. Prim blir uttagen men Katniss anmäler sig frivillig istället.
- Peeta Mellark, bland pojkarna blir den mer välmående bagarsonen Peeta Mellark uttagen men ingen erbjuder sig att ersätta honom. Peeta och Katniss känner inte varandra, men båda minns ett möte ett antal år tillbaka då Peeta, precis efter Katniss fars död, i princip räddade livet på Katniss och hennes familj genom att se till att hon fick några brända limpor som egentligen skulle givits till grisen.
- Gale Hawthorne är Katniss bästa vän som hon jagar med i skogen utanför deras distrikt. När Katniss blir uttagen till Hungerspelen lovar Gale att ta hand om hennes mor och lillasyster Prim.
- Haymitch Abernathy, en vresig medelålders man som alltid är full och vann de femtionde Hungerspelen som ung. Katniss vill inte erkänna att de två är väldigt lika.
- Effie Trinket är den färgstarka övervakare som tar Katniss och Peeta till rätt ställe vid rätt tid. Hon är känd för sina kläder och sitt ytliga sätt. Effie gör ingen hemlighet av att hon vill "göra karriär" och få eskortera ett mer glamoröst distrikt än fattiga distrikt 12 i de framtida Hungerspelen.

## Filmatisering
I filmatiseringen av boken, The Hunger Games, innehar Jennifer Lawrence huvudrollen som Katniss Everdeen. Peeta Mellark spelas av Josh Hutcherson och Gale Hawthorne görs av Liam Hemsworth. I en mindre roll som Katniss stylist, Cinna, syns Lenny Kravitz. Filmen hade världspremiär den 23 mars 2012 och Sverigepremiär den 23 mars 2012.
Även Fatta eld och Revolt har filmatiserats. Filmatiseringen av Fatta eld hade premiär 2013 under titeln The Hunger Games: Catching Fire. Revolt delades upp i två filmer, där den första hade premiär i november 2014 under titeln The Hunger Games: Mockingjay – Part 1 medan del två kom ett år efter, i november 2015.